# Tiếng Kunigami
Tiếng Kunigami hay tiếng Bắc Okinawa (Yanbaru Kutūba (山原言葉/ヤンバルクトゥーバ Yanbaru Kutūba)), là một ngôn ngữ Lưu Cầu ở phía Bắc đảo Okinawa ở quận Kunigami và thành phố Nago, còn được gọi là vùng Yanbaru, trong lịch sử là lãnh thổ của vương quốc Bắc Sơn.
Phương ngữ Nakijin thường được coi là đại diện của tiếng Kunigami, tương tự như phương ngữ Shuri-Naha của tiếng Trung Okinawa. Số lượng người bản ngữ thông thạo tiếng Kunigami không được biết đến. Do chính sách ngôn ngữ của Nhật Bản, thế hệ trẻ chủ yếu nói tiếng Nhật như ngôn ngữ đầu tiên của họ.

## Vị trí
Ngoài phần phía bắc đảo Okinawa, tiếng Kunigami được nói trên các đảo nhỏ lân cận Ie, Tsuken và Kudaka.

## Phạm vi và phân loại
Glottolog, theo Pellard (2009), phân loại tiếng Kunigami với tiếng Trung Okinawa là hai ngôn ngữ Okinawa. Ethnologue thêm Okinoerabu và Yoron; những ngôn ngữ này (cùng với tất cả các ngôn ngữ khác ở phía bắc quần đảo Ryukyu) được Glottolog phân loại là các ngôn ngữ Amami. Bản đồ các ngôn ngữ đang gặp nguy hiểm của UNESCO, theo sau Uemura (2003), bao gồm Okinoerabu và Yoron như các biến thể của tiếng Kunigami.

## Thuật ngữ dân gian
Những người nói tiếng Kunigami có nhiều từ khác nhau để chỉ "ngôn ngữ", "phương ngữ" và "phong cách nói". Ví dụ, nhà ngôn ngữ học Nakasone Seizen (1907–1995) nói rằng phương ngữ của cộng đồng quê hương ông Yonamine, làng Nakijin có (các dạng từ tiếng Nhật chuẩn tương ứng trong ngoặc đơn): /kʰu⸢tsʰii/ (kuchi), /hut˭uu⸢ba/ (kotoba) và /munu⸢ʔii/ (monoii). Ngôn ngữ của cộng đồng của chính mình được gọi là /simaagu⸢tsʰii/ hay /sima(a)kʰu⸢t˭uu⸣ba/. Phương ngữ Yonamine là một phần của phương ngữ phía tây Nakijin được gọi là /ʔirinsimaa kʰut˭uba/. Phần phía bắc Okinawa thường được gọi là Yanbaru và do đó ngôn ngữ của nó đôi khi được gọi là /jˀan⸢ba⸣rukʰut˭uuba/.

## Âm vị học
Giống như hầu hết các ngôn ngữ Lưu Cầu ở phía bắc Trung Okinawa, tiếng Kunigami có một loạt các phụ âm "nhấn mạnh" hoặc "bằng". Trong khi các âm mũi và âm lượn thực sự được "ngậm", thì các âm tắc [C˭], trái ngược với các âm tắc [Cʰ]. Tiếng Kunigami cũng đáng chú ý vì sự hiện diện của một âm vị /h/ tách biệt với âm vị /p/ được cho là nguồn gốc lịch sử của /h/ trong hầu hết các ngôn ngữ Nhật Bản-Lưu Cầu khác; /h/ trong tiếng Kunigami thay vào đó có hai nguồn khác nhau: /*k/, hoặc nói cách khác là chữ cái đầu bằng 0 trong một số môi trường điều hòa nhất định. Vì vậy, ví dụ, phương ngữ Nakijin của tiếng Kunigami có từ /hak˭áí/ (ánh sáng, ngọn đèn, shōji), có nguồn gốc với từ tiếng Nhật /akárí/ (ánh sáng, ngọn đèn); dạng tiếng Kunigami được phân biệt với cùng nguồn gốc Nhật Bản của nó bằng âm đầu /h/, bằng /k˭/, và loại bỏ *r trước *i. Tiếng Kunigami cũng tạo ra sự khác biệt trong một số cặp từ nhất định, chẳng hạn như phương ngữ Nakijin /k˭umuú/ (đám mây) và /húbu/ (con nhện), mà trong tiếng Nhật gần như đồng âm (/kúmo/ và /kumó/).

## Hình thái học
Một điểm khác biệt đáng chú ý trong việc sử dụng một số dấu hiệu hình thái nhất định giữa tiếng Kunigami và tiếng Nhật tiêu chuẩn là việc sử dụng /-sa/ làm trạng từ trong tiếng Kunigami. Ví dụ: Phương ngữ Nakijin /tʰuusá pʰanaaɽít˭un/, tương đương với tiếng Nhật tiêu chuẩn toókú hanárete irú ("Nó ở rất xa"). Trong tiếng Nhật tiêu chuẩn, /-ku/ được sử dụng như trạng từ, trong khi /-sa/ được sử dụng riêng để lấy các danh từ trừu tượng về chất lượng và số lượng ("-ness") từ gốc tính từ.